# سرگئی باگاپش
سرگئی باگاپش (آبخازی: Сергеи Уасыл-иҧа Багаҧшь؛ زاده ۴ مارس ۱۹۴۹ - درگذشته ۲۹ مه ۲۰۱۱) یک سیاست‌مدار اهل آبخاز بود که بین سال‌های ۲۰۰۵ تا ۲۰۱۱ (زمان درگذشت) رئیس‌جمهور آبخاز بود.